# ラッフルズ・ホテル
ラッフルズ・ホテル（Raffles Hotel）は、シンガポールの代表的高級ホテル。名称はトーマス・ラッフルズに由来する。開業は1887年で、グッドウッド・パーク・ホテルとならぶ伝統的なコロニアルホテルである。
1989年に設立されたラッフルズ・インターナショナルにより全面改装が行われ、1991年に再開された。ミシュランの初のシンガポール版（2016)では、ホテル最高評価の赤パビリオン5（特に魅力的で、豪華で最高級）にランクされた。
2005年、ラッフルズ・インターナショナルはアメリカの投資会社コロニー・キャピタルに売却、現在はサウジアラビア・アメリカ資本のホテルチェーン・フェアモント・ラッフルズ・ホテルズ・インターナショナル(本社はカナダ・トロント)の所有・経営するホテルとなった。2010年4月、フェアモント・ラッフルズは2011年までにラッフルズ・ホテルをカタールの政府系投資会社カタリ・ディアルに売却すると発表した。
イオ・ミン・ペイ(Ieoh Ming Pei)によってデザインされたラッフルズ・シティと相まって再構築、管理されている。
なお、マーライオンの近くにある最高級ホテルのザ・フラトン・シンガポールは、外観はコロニアルな雰囲気があるが、1928年の落成以来オフィスとして使われた建物である。フラトンは2001年1月に開業したため、ホテルとしての歴史はラッフルズやグッドウッド・パークより短い。

## 歴史

### 開業
ラッフルズ・ホテルは、イギリス植民地時代の1887年12月に、イランのイスファハンから英領マラヤに移住したアルメニア人のサーキーズ兄弟の長男のマーティンの資金でアラブ人所有の借地に建築された。そしてマレー半島にあるペナン島の「E＆Oホテル」の経営と運営で手腕を発揮した次男ティグラン・サーキーズによって、客室数わずか10室のバンガローをホテルにして開業した。なお開業当時は海沿いにあったので「ビーチハウス」と呼ばれていた。

### 移転
1899年には現在の原型となるコロニアル様式の建物が完成し、ヨーロッパ諸国から「スエズ以東でもっともすばらしい施設」と高い評価を得た。経営者のティグランは贅沢好きで見栄っ張りの浪費家であったが、その反面、ヨーロッパの最高級ホテルを視察・研究するなど向上心が高く、商売熱心な性格も手伝い宿泊客からサービス面も高い評価を得た。ティグランが病気で引退した後は、イギリス領ビルマのラングーンで「ストランド・ホテル」を経営していた三男のアヴィエトが経営を引き継いだ。
しかしビルマとシンガポールから距離が遠かったのと、ティグランとは異なり無能で仕事熱心ではなかった彼は、このホテルを訪れることは殆ど無く、運営も経営もラッフルズホテルの顧客の信頼も厚く、ティグランが育てた有能なアルメニア人の総支配人に丸投げしていた。暫くしてアヴィエトが引退した後は、四男アーシャクが経営を引き継いだが、その時期には有能なアルメニア人総支配人はインドのホテルに転職しており、彼もペナン島の「E＆Oホテル」の経営をしていたので、ペナン島から離れることが不可能だったため、定期的にシンガポールを訪問し、親戚筋のアルメニア人のアラスーン・サーキーズにホテル経営や運営の指導をしていた。長男マーティンはゴム農園経営で成功した資金を出資をしただけで、ラッフルズが開業した数年後に引退しイランに帰国したので、ホテルビジネスには携わっていない。
なおシンガポールにはサーキーズ兄弟の次男が住んでいたが引退後はシンガポールを去っており、長男・三男・四男はそもそもシンガポールに住んだことが無いので、サーキーズ兄弟の墓はアルメニア教会の墓地には無い。アルメニア人教会にあるサーキーズ家の墓とされているものは、同姓だが別の一族の墓や、次男ティグランの家族(幼くして亡くなった彼の子供)らの墓である。

### 白人向けホテル
政府が直接経営に関わっており、国際交流の場所のために迎賓館として建設された東京の「帝国ホテル」や、アメリカの植民地統治下のフィリピンの「マニラ・ホテル」は、地元の富裕層や上流階級の客を大切にしたのとは対照的に、このラッフルズ・ホテルは、差別的なイギリスの植民地下において、シンガポール在住の欧米人や欧米人旅行者の社交の場として設立されたという経緯もあり、当時のイギリスやフランス、オランダの植民地における民間人経営の「コロニアルホテル」、たとえば「ペニンシュラホテル」などと同様に、特に招待された王族や政府関係者以外のアジア人は差別されたホテルであった。
例を挙げるとサーキーズ兄弟が所有していたイギリス植民地時代は、地元華僑の富豪がダンスパーティの最中に意地悪な白人客に蹴られたので抗議したところ、ホテル側は「ここは白人とアジア人の国際交流の場ではないし、あなた達の為のために設立したホテルではありません」と、全く取り合わなかったという話が伝わっている。
なお、第二次世界大戦前におけるアジアにおいて数少ない独立国（当時のアジアの独立国は日本とタイ王国、中華民国の3国のみであった）で、イギリスと同盟関係にあった日本側の資料によると、シンガポールを訪れた傍系の皇族や首相の宿泊記録がある。

### シンガポールスリング
このホテルが発祥の地と言われている「シンガポール・スリング」は、1915年にこのホテルのバーテンダーで海南島出身のニャン・トン・ブーンの手によって誕生した。しかし当時は甘すぎてあまり人気が無かった。そして彼が数年しかラッフルズホテルに勤務しなかったせいもあり、1930年代後半にはレシピも完全に忘れ去られ、バー（Long Bar）のメニューから完全に消えていた。(実はいつ頃、ホテルのバーのメニューから消えたのかは不明である)。
しかしこのメニューが本格的に復活しシンガポールを代表する名物カクテルになったのは、1950年代にニャン・トン・ブーンの甥である名バーテンダーのロバート・ニャンが入社し、偶然にもホテル内でオリジナルレシピのメモを発見し、これをヒントにして1970年代前半に、南国のシンガポールのイメージに相応しい見た目と味覚にレシピを大幅に変更したためである。ゆえにラッフルズホテルで提供されている物は、オリジナルのシンガポールスリングとは別物のロバートの創作カクテルと言っても過言では無い。
なおロバートは1950年代から1980年代前半までラッフルズホテルに勤務し、最終的にはバー部門の責任者として采配を振った。このようにやり手のロバートの手腕により、シンガポールでは完全に忘れ去られた存在だったニャン・トン・ブーンは、名バーテンダーとして半ば神格化されるような存在になったが、ニャン・トン・ブーンの存在を再発掘し伝説を作り上げた立役者で、更にはオリジナルを大きく越えたシンガポール名物のシンガポールスリングを新たに創作したロバート・ニャン本人は皮肉なことに忘れ去られてしまった。

### 日本軍統治下
第二次世界大戦時の1942年2月15日に、日本軍がシンガポールのイギリス軍を放逐し、その後軍政を敷いたためラッフルズ・ホテルは日本軍に接収され、陸軍将校の宿泊施設となった。日本軍の占領後に「シンガポール」から「昭南」に改名されたことを受けて、ホテル名は「昭南旅館」に変更された。またメイドの制服も和服になったほか、ボールルームで専属バンドが演奏する曲もジャズやクラシックから、日本の軍歌や民謡に変わった。オペラハウス風の舞台で上演される舞台演目もオペラやミュージカルから、日本の演舞場で上演されるような日本舞踊や、下士官たちに人気のあったドサ回りの芸人による大衆演劇に変更された。
日本軍はかつて宿泊したイギリスの名士の記録や愛用品などを、その価値を認めずに破棄した。その中にはサマセット・モームやラドヤード・キップリングが残していったサインなども含まれていた。
なお、当時の総支配人は戦争が勃発後にオーストラリアに逃亡し責任者不在だったので、彼が去った後はサーキーズ兄弟の親戚筋とあたる、イラン国籍のアラスーン・サーキーズが総支配人の代わりにホテルを守った。
アラスーンは1910年代にサーキーズ兄弟の親戚としてラッフルズホテルにコネ入社した人物で、サーキーズ兄弟最後の生き残りであった四男アーショクが、放漫経営と大量の飲酒の末にホテル経営に失敗して破産・急死し売却された後も、このホテルに引き続き雇用され勤務していた。1920年代末にラッフルズホテルが最初に倒産する前までは、サーキーズ兄弟の親族である彼がホテルの実質的な総支配人であった。
アラスーンは上記のイギリスの文化人やセレブたちが残した資料に対しては、経理畑出身ゆえに高価な備品と違いその価値を認めていなかったため、高価な銀器を中庭に埋めて隠すのと、アルコールの廃棄処分を優先し、それ以外の物には無頓着であった（アルコールの処分を最優先にした理由は、日本軍が香港の「ペニンシュラホテル」を接収したとき、ホテルにあった酒を飲んで酔っ払って暴れる軍人が続出したという情報を事前に得ていたからである）。
ただ第二次世界大戦時は日本軍だけではなく、アメリカ軍やドイツ軍なども占領した国の有名ホテルや施設を接収した際に、軍人たちがホテルを私物化して大暴れしたり、貴重な歴史資料の廃棄や備品略奪、破壊行為を行うケースが多々見られた。実際に、第二次世界大戦終結後には、横浜の「ホテルニューグランド」や東京の「山王ホテル」、箱根の「富士屋ホテル」などの連合国軍に接収された多くのホテルが深刻な被害に遭っている他、日本以外にもフランスやオーストリアでも、総支配人が機転が利くホテルは美術品や備品、資料、高価なワインなどを隠すことに成功している。

### 第二次世界大戦後
1945年8月の第二次世界大戦の終戦直後は、イギリス軍の宿営所及び臨時戦犯収容所として一時利用された。1946年にホテルとして再オープンを果たす。戦争中も連合国のイギリスにも枢軸国の日本にも宣戦布告をしていないイラン国民として、このホテルを守ったアラスーン・サーキーズ元総支配人は、戦後はイギリス国籍を取得し、退職後も引き続き家族と共にこのホテルに住み続け、ホテルの生き字引として回りから重宝がられた。
1950年代にはマレーシア人の大物銀行家（現在のグッドウッド・パーク・ホテルの女性オーナーの父親）がホテルの経営権を取得したことや、シンガポールを含むマレー半島がイギリスの植民地支配から独立を勝ち取ったことにより、地元の富裕層のシンガポール人客を歓迎する経営方針に転換した結果、彼らが欧米人客と飲食したり、ボールルームでダンスに興じることができるようになった。

### 改装
開業して100年となる1987年には建物がシンガポールの歴史的建造物に指定された。1989年には一時休館し、全面改装を行い、豪華な調度品や8000点を超える銀食器、陶磁器はそのままに、最先端の技術を導入し、優雅さを増して1991年9月16日に再々オープンした。

## 特徴
客室数は103室で、シンガポールの最高級ホテルの中で一番少ない。全室がスイートである。
客室はコートヤード・スイートとパーム・コート・スイートで、どちらも十分な広さがあり、高級感に浸れる。全室ともシャワーとバスタブが独立している。
パーム・コート・スイートは宿泊客以外の者が立ち入ることができないパーム・コート(中庭)に面しているが、コートヤード・スイートはパーム・コートに面していない。コートヤード・スイートは58平方メートル、パーム・コート・スイートは60〜79平方メートルである。
1室1泊あたりの料金は、コートヤード・スイートで約12万円、パーム・コート・スイートで約13万円(いずれも時期により変動あり)で、シンガポールのホテルの中で客室の料金が一番高く、他のシンガポールの最高級ホテルと比べて、最低でも約2倍高く設定されている。

## 宿泊した主な名士
- アンドレ・マルロー
- エヴァ・ガードナー
- ギャヴィン・ヤング
- サマセット・モーム
- ジェームズ・ミッチェナー
- ジョゼフ・コンラッド
- ジョン・ウェイン
- ジョン・トムソン
- チャールズ・チャップリン
- ノエル・カワード
- パブロ・ネルーダ
- ラドヤード・キップリング

上記12名はスイートルームの名前として残されている。

## 施設
- ラッフルズ・グリル(Raffles Grill)　フランス料理
- バー&ビリヤードルーム(Bar & Billiard Room)　サンデーブランチ、ウィスキー・バー
- ティフィン・ルーム(Tiffin Room)　インド料理、ハイティー
- ロング・バー・ステーキハウス(Long Bar Steakhouse)　ステーキ、シーフード
- ラッフルズ・コートヤード イタリア料理
- アー・テンズ・ベーカリー(Ah Teng's Bakery)　軽食
- ロング・バー(Long Bar)　バー
- ライターズ・バー(Writers Bar)　バー
- ガゼボ・バー(Gazebo Bar) バー
- マティーニ・バー(Matini Bar) バー
- ラッフルズ・ホテル・アーケード(Raffles Hotel Arcade)　ショッピングアーケード
- ラッフルズ・スパ(Raffles Spa)
- プール　屋上に1か所

など

## その他

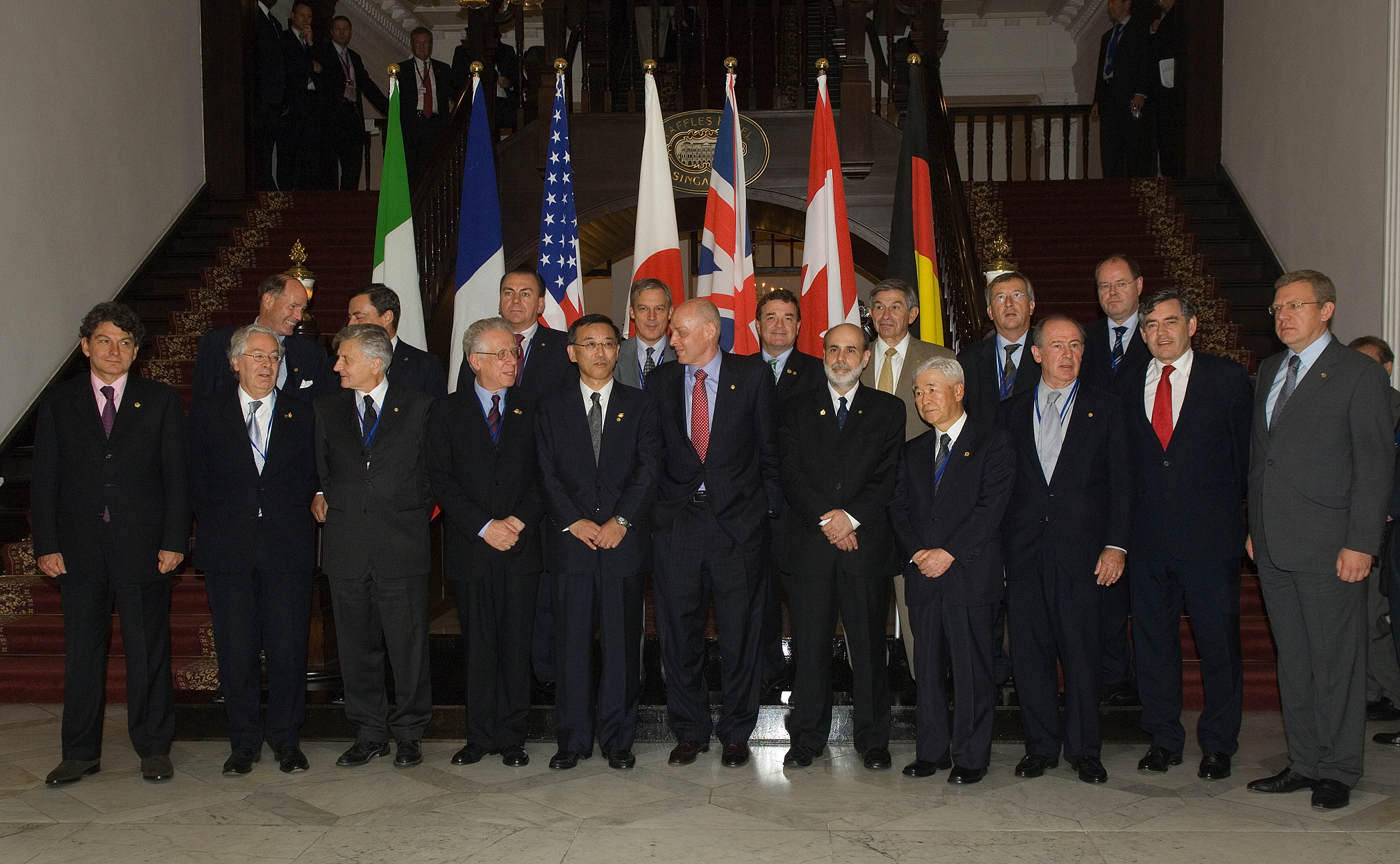
2006年9月16日に行われた7か国(G7)財務大臣・中央銀行総裁会議での記念撮影。前列左から5人目が谷垣禎一、同8人目が福井俊彦。ラッフルズ・ホテルのロビーで撮影

- 2006年9月16日に行われた7か国(G7)財務大臣・中央銀行総裁会議で、ラッフルズ・ホテルが会議開催会場として利用された。
- タイのバンコクへ向かう、イースタン＆オリエンタル・エクスプレスの乗車手続きは、当ホテル内に設置されたラウンジで行われている。